# Primaluna
Primaluna (La Piéf in dialetto valsassinese) è un comune italiano di 2 282 abitanti della provincia di Lecco in Lombardia.
È considerato il borgo d'origine della famiglia nobile dei Della Torre o Torriani Signori di Milano anche se in realtà la famiglia era milanese ma era stata infeudata dall'arcidiocesi di Milano della contea della Valsassina con il borgo fortificato di Primaluna come capoluogo.

## Storia

### Dalle origini all'età moderna
Ha origini antichissime, basti pensare che i primi insediamenti umani si ebbero quando ancora la valle era occupata dall'acqua. Più tardi ci furono i Celti insubri che si mescolarono con il precedente substrato retico. Vi giunsero anche gli Etruschi e poi i Romani, a cui successero, con la fine dell'impero le popolazioni germaniche dei Longobardi prima e dei Franchi poi. Attorno al V secolo d.C. il Cristianesimo giunse nella valle, e il reperto più antico riguardante questo periodo è una lapide funeraria che nomina una certa Flora morta il 25 aprile 495. Proprio per questo motivo si pensa che il nome del paese possa derivare da "Primum Lumen" ossia, prima luce del cristianesimo. Questa supposizione si contrappone ad altre due possibili interpretazioni etimologiche infatti, si potrebbe pensare che il nome derivi dal fatto che il paese è la prima terra posta di fronte all'arco di luna formato dalle Grigne oppure, interpretazione storica, il nome è stato dato in onore di Martino della Torre, detto il Gigante, il quale fu ucciso dai nemici musulmani durante l'assedio di Damasco, a cui venne sottratta una bandiera con la mezzaluna islamica e portata dai superstiti cristiani nella Valle.
Durante l'età comunale, Primaluna disponeva di una cinta muraria.
Attorno all'XI secolo Primaluna fu infeudata dall'arcidiocesi milanese appunto ai Della Torre o Torriani, signori della zona fino alla sconfitta rimediata durante la battaglia di Desio. Successivamente, il borgo seguì le vicende del resto della Valsassina e del Lecchese.
Da un punto di vista ecclesiastico, Primaluna fu capopieve per lungo tempo, con la chiesa di San Pietro a esercitare le funzioni di sede plebana non solo per la Valsassina bensì, fino al 1788, anche sulla Val Averara, sulla Val Taleggio e sulla Valtorta.

### Frana di Gero
Il 15 novembre 1762 è una data disastrosa nella storia di Primaluna nella frazione di Gero. Verso le 19 si spaccò una grossa parte di montagna per l’estensione di un miglio circa con un’immensa quantità di sassi che si rovesciò sopra la terra di Gero ed ingoiò tutte le case, bestie e abitanti (115, 90 di Gero e 15 di Barcone).

### Dal Novecento ai giorni nostri
Agli inizi del Novecento il Comune registrò un notevole sviluppo economico-sociale che lo portò ad essere così come si presenta ai giorni nostri.
Nel 1992 il comune di Primaluna è passato dalla provincia di Como alla provincia di Lecco. Il codice ISTAT del comune prima della variazione era 013191.
Dal 1997 il nuovo CAP del comune è 23819. Il vecchio codice postale era 22040.
Dal 2006 la parrocchia di Primaluna, insieme a quelle di Introbio, Taceno, Cortenova e Parlasco, hanno formato la Comunità Pastorale della Madonna della Neve di Biandino.
Dal 13 al 20 giugno 2010 nella Prepositurale è stata esposta la Madonna pellegrina di Fátima.

### Simboli
Nello stemma comunale, la mezzaluna si riferisce alla morte di Martino Della Torre durante la seconda crociata, mentre la torre e i gigli di Francia sono chiari simboli della stessa casata dei Della Torre. 

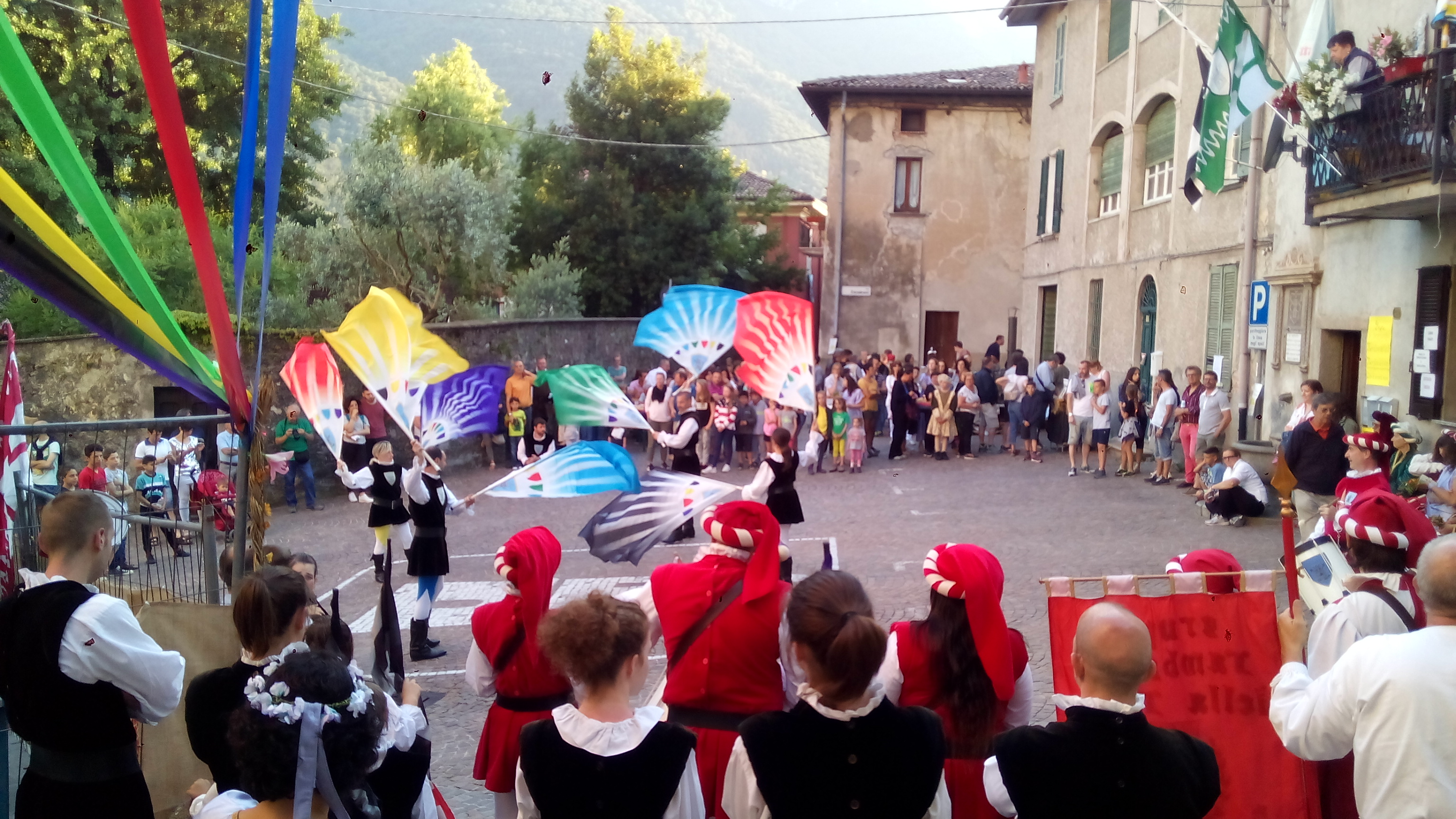
Palio Primaluna 2018

## Monumenti e luoghi d'interesse

### Architetture civili
Il centro storico di Primaluna conserva case di origine tardomedievale, tra le quali spiccano l'antica dimora dei Della Torre e una casatorre in via Cadorna.
Al Medioevo risale anche un ponte.

### Architetture religiose
La chiesa dei Santi Pietro e Paolo è la parrocchiale, affiancata da un antico campanile romanico terminante con una lanterna barocca. Più volte rimaneggiata e ampliata (l'ultima volta nel 1892), ospita all'interno tre quadri della scuola del Tiziano, acquistati in Venezia nel 1607. Le tele rappresentano rispettivamente il martirio di San Pietro, San Giovanni Battista e San Girolamo. Punto di interesse nella chiesa è anche l’organo Serassi, vero e proprio pezzo unico che richiama molti estimatori nei concerti organizzati durante l’anno. La chiesa conserva anche cinque altari e numerose tele del 500 e del 600.
Altro quadro importante è la Pala dell'Assunta, sita nella frazione di Barcone, che fu fatto dipingere da Tommaso Cattaneo Torriani nel 1646.
Fra gli arredi sacri ricordiamo invece la Croce dei Torriani, tipico esempio di pregevole arte orafa. In facciata, la chiesa di Barcone ospita una serie di affreschi di Luigi Tagliaferri.
Al Tagliaferri si devono anche gli affreschi della facciata della piccola chiesa di Vimogno, realizzati nel 1853 e aventi come soggetto i santi Ambrogio, Anna e Cristoforo. L'oratorio, già attestato nel 1403, era in origine intitolato a Sant'Ambrogio.  A partire dai primi del Seicento, l'edificio religioso risulta invece dedicato a Sant'Anna, la quale è raffigurata assieme alla Madonna col Bambino tra i santi Ambrogio e Carlo Borromeo nella pala d'altare datata 1614. Al santo originariamente titolare della chiesetta è dedicata anche la vetrata novecentesca nell'abside.
Si segnalano inoltre la Chiesa di Santa Maria Immacolata (XIV secolo) e, a Cortabbio, il santuario della Madonna (XVI secolo), sorto in seguito a una presunta apparizione mariana a una ragazza sordomuta.

### Altro
- Parco minerario di Cortabbio[21]: nella Grigna si inoltrano due miniere di barite oggi visitabili, la “Nuovo Ribasso” e la “Vittoria” che costituiscono il parco minerario di Cortabbio (frazione di Primaluna).
- Ruderi della Torre di Primaluna:[22] la fortificazione faceva parte del più vecchio castello della Valsassina (già noto nel XI secolo[23]): il castello di Pieve, dal quale originò la casata dei Della Torre.[5]

## Società

### Evoluzione demografica
- 280 nel 1803
- 1 255 dopo annessione di Gero, Cortabbio, Pessina e Vimogno nel 1809
- 415 nel 1853
- 426 nel 1861
- 451 nel 1881
- 481 nel 1901
- 501 nel 1921
- 1 427 nel 1931 dopo le annessioni di Barcone, Cortabbio, Pessina e Vimogno

Abitanti censiti

## Cultura

### Musei
- Museo etnografico di Primaluna[25]

### Tradizioni e folclore
Palio Medievale delle Frazioni : verso la fine di giugno a ridosso della festa patronale dei S.S Pietro e Paolo per le strette stradine primalunesi sfilano signori medievali, arcieri, contadini e cavalieri, accompagnati dalle trombe e i tamburi degli sbandieratori della Torre.

## Amministrazione
| Periodo          | Periodo        | Primo cittadino   | Partito                     | Carica  | Note   |
| ---------------- | -------------- | ----------------- | --------------------------- | ------- | ------ |
| 18 dicembre 1985 | 24 aprile 1995 | Claudio Baruffadi | Democrazia Cristiana        | Sindaco | [ 26 ] |
| 24 aprile 1995   | 14 giugno 1999 | Giovanni Beri     | Lista civica Centrosinistra | Sindaco | [ 26 ] |
| 14 giugno 1999   | 8 giugno 2009  | Patrizia Dall'Ara | Lista civica                | Sindaco | [ 26 ] |
| 8 giugno 2009    | in carica      | Mauro Artusi      | Lista Civica                | Sindaco | [ 26 ] |

### Gemellaggi
- La Roche-Vineuse

## Comunità Montana
Fa parte della Comunità Montana della Valsassina.